# Persone di nome Sérgio
| Questa pagina contiene informazioni ricavate automaticamente dalle voci biografiche con l'ausilio del template Bio e di un bot. L'aggiornamento è periodico e automatico e ricostruisce completamente la pagina. Se manca una persona in questa lista, sei pregato di non aggiungerla, ma accertati piuttosto che la sua voce biografica contenga il template Bio e che i dati anagrafici siano correttamente compilati. Se il template Bio manca, inseriscilo tu stesso o, in alternativa, metti l'avviso {{tmp\|Bio}} che ne segnala la mancanza. Se i dati riportati sono sbagliati, correggi direttamente la voce biografica; le modifiche saranno visibili in questa lista entro pochi giorni. Per chiarimenti vedi il progetto antroponimi. La lista contiene solo le 72 persone che sono citate nell'enciclopedia e per le quali è stato implementato correttamente il template Bio. Pagina aggiornata al 6 mag 2025. |

Questa è una lista di persone presenti nell'enciclopedia che hanno il nome Sérgio, suddivise per attività principale.

## Allenatori di calcio(5)
- Sérgio Conceição, allenatore di calcio e ex calciatore portoghese (Coimbra, n. 1974)
- Serginho Chulapa, allenatore di calcio e ex calciatore brasiliano (San Paolo, n. 1953)
- Sérgio Soares, allenatore di calcio e ex calciatore brasiliano (San Paolo, n. 1967)
- Sérgio Vieira, allenatore di calcio, dirigente sportivo e ex calciatore portoghese (Póvoa de Lanhoso, n. 1983)
- Sérgio Farias, allenatore di calcio brasiliano (Rio de Janeiro, n. 1967)

## Allenatori di calcio a 5(1)
- Serginho Schiochet, allenatore di calcio a 5 e ex giocatore di calcio a 5 brasiliano (Piratuba, n. 1960)

## Allenatori di hockey su pista(1)
- Sérgio Silva, allenatore di hockey su pista e ex hockeista su pista portoghese (Alverca do Ribatejo, n. 1974)

## Artisti marziali misti(1)
- Sérgio Moraes, artista marziale misto brasiliano (San Paolo, n. 1982)

## Attori(1)
- Sérgio Hingst, attore brasiliano (Sorocaba, n. 1924 - Sorocaba, † 2004)

## Calciatori(36)
- Sérgio Malé, calciatore saotomense (n. 2004)
- Sérgio Paulo Barbosa Valente, ex calciatore portoghese (Porto, n. 1980)
- Sérgio Barge, ex calciatore portoghese (Válega, n. 1984)
- Sérgio Antônio Borges Júnior, calciatore brasiliano (Contagem, n. 1986)
- Sérgio Manuel Costa Carneiro, ex calciatore portoghese (Trofa, n. 1991)
- Sérgio Dutra Júnior, calciatore brasiliano (Santos, n. 1988)
- Sérgio Conceição, calciatore portoghese (Porto, n. 1996)
- Sérgio Eduardo Ferreira da Cunha, ex calciatore brasiliano (Rio de Janeiro, n. 1972)
- Sérgio Henrique Francisco, calciatore brasiliano (Avaré, n. 1984)
- João Paulo, ex calciatore brasiliano (Campinas, n. 1964)
- Sérgio Leite, ex calciatore portoghese (Porto, n. 1979)
- Sérgio Miguel Lobo Araújo, calciatore portoghese (Barcelos, n. 1999)
- Sérgio Lomba, ex calciatore mozambicano (Beira, n. 1973)
- Sérgio Lopes, calciatore brasiliano (Osasco, n. 1941 - Florianópolis, † 2024)
- Sérgio Manoel Barbosa Santos, calciatore brasiliano (Xique-Xique, n. 1989 - La Unión, † 2016)
- Sérgio Marakis, calciatore portoghese (Johannesburg, n. 1991)
- Serginho, ex calciatore brasiliano (Rio de Janeiro, n. 1988)
- Sérgio Oliveira, calciatore portoghese (Paços de Brandão, n. 1992)
- Sérgio Organista, ex calciatore portoghese (Vila do Conde, n. 1984)
- Sérgio Pacheco de Oliveira, ex calciatore brasiliano (Rio de Janeiro, n. 1981)
- Sérgio Pinto, ex calciatore portoghese (Vila Nova de Gaia, n. 1980)
- Sérgio Semedo, calciatore portoghese (Lisbona, n. 1988)
- Serginho, ex calciatore brasiliano (Nilópolis, n. 1971)
- Sérgio Antonio Da Luiz Junior, calciatore brasiliano (Belo Horizonte, n. 1995)
- Sérgio Felipe Dias Ribeiro, calciatore portoghese (Porto, n. 1985)
- Serginho, calciatore portoghese (n. 2001)
- Serginho Fraldinha, ex calciatore brasiliano (San Paolo, n. 1973)
- Sérgio Luís de Araújo, ex calciatore brasiliano (Kaloré, n. 1970)
- Sérgio João, ex calciatore brasiliano (Rio de Janeiro, n. 1968)
- Sérgio Manoel, ex calciatore brasiliano (Santos, n. 1972)
- Sérgio Raphael, calciatore brasiliano (Rio de Janeiro, n. 1992)
- Sérgio Antônio Soler de Oliveira Júnior, calciatore brasiliano (Monte Aprazível, n. 1995)
- Sérgio Mota, calciatore brasiliano (São José dos Campos, n. 1989)
- Sérgio da Silva Andrade, ex calciatore portoghese (Souto, n. 1982)
- Serginho, ex calciatore portoghese (Castelo de Paiva, n. 1985)
- Sérgio Ricardo dos Santos Júnior, calciatore brasiliano (San Paolo, n. 1990)

## Cantanti(3)
- Serguei, cantante, compositore e showman brasiliano (Rio de Janeiro, n. 1933 - Volta Redonda, † 2019)
- Serginho Herval, cantante, batterista e produttore discografico brasiliano (Rio de Janeiro, n. 1958)
- Sérgio Reis, cantante, attore e politico brasiliano (San Paolo, n. 1940)

## Cardinali(1)
- Sérgio da Rocha, cardinale e arcivescovo cattolico brasiliano (Dobrada, n. 1959)

## Cestisti(2)
- Sérgio Ramos, ex cestista portoghese (Lisbona, n. 1975)
- Sérgio Toledo Machado, ex cestista brasiliano (Rio de Janeiro, n. 1945)

## Ciclisti su strada(1)
- Sérgio Paulinho, ex ciclista su strada portoghese (Oeiras, n. 1980)

## Conduttori televisivi(1)
- Serginho Groisman, conduttore televisivo, giornalista e produttore teatrale brasiliano (n. 1950)

## Diplomatici(1)
- Sérgio Vieira de Mello, diplomatico brasiliano (Rio de Janeiro, n. 1948 - Baghdad, † 2003)

## Ginnasti(1)
- Sérgio Sasaki, ginnasta brasiliano (São Bernardo do Campo, n. 1992)

## Giocatori di calcio a 5(4)
- Sérgio Benatti, ex giocatore di calcio a 5 e allenatore di calcio a 5 brasiliano (Rio de Janeiro, n. 1965)
- Sérgio Luiz Coelho Pinto, ex giocatore di calcio a 5 brasiliano (n. 1965)
- Serjão, ex giocatore di calcio a 5 brasiliano (Sant'Ana do Livramento, n. 1979)
- Sérgio Rocha, giocatore di calcio a 5 brasiliano (Santos, n. 1984)

## Giornalisti(1)
- Sérgio Cabral, giornalista, scrittore e politico brasiliano (Rio de Janeiro, n. 1937 - Rio de Janeiro, † 2024)

## Ingegneri(1)
- Sérgio Trindade, ingegnere brasiliano (Rio de Janeiro, n. 1940 - New York, † 2020)

## Militari(1)
- Sérgio Paranhos Fleury, ufficiale brasiliano (Niterói, n. 1933 - Ilhabela, † 1979)

## Nuotatori(1)
- Sérgio Rodrigues, nuotatore e pallanuotista brasiliano (Rio de Janeiro, n. 1930 - Rio de Janeiro, † 2014)

## Ostacolisti(1)
- Sérgio Fernández, ostacolista spagnolo (Barañain, n. 1993)

## Pallavolisti(2)
- Sérgio Nogueira, ex pallavolista brasiliano (Belo Horizonte, n. 1978)
- Sérgio dos Santos, ex pallavolista brasiliano (Diamante do Norte, n. 1975)

## Pianisti(1)
- Sérgio Mendes, pianista, compositore e cantante brasiliano (Niterói, n. 1941 - Los Angeles, † 2024)

## Piloti automobilistici(1)
- Sérgio Sette Câmara, pilota automobilistico brasiliano (Belo Horizonte, n. 1998)

## Poeti(1)
- Sérgio Godinho, poeta, compositore e cantante portoghese (Porto, n. 1945)

## Politici(2)
- Sérgio Cabral Filho, politico e giornalista brasiliano (Rio de Janeiro, n. 1963)
- Sérgio Guerra, politico e economista brasiliano (Recife, n. 1947 - San Paolo, † 2014)

## Scrittori(1)
- Sérgio Klein, scrittore e poeta brasiliano (Sete Lagoas, n. 1963 - Belo Horizonte, † 2010)